# Florêncio III, Conde da Holanda

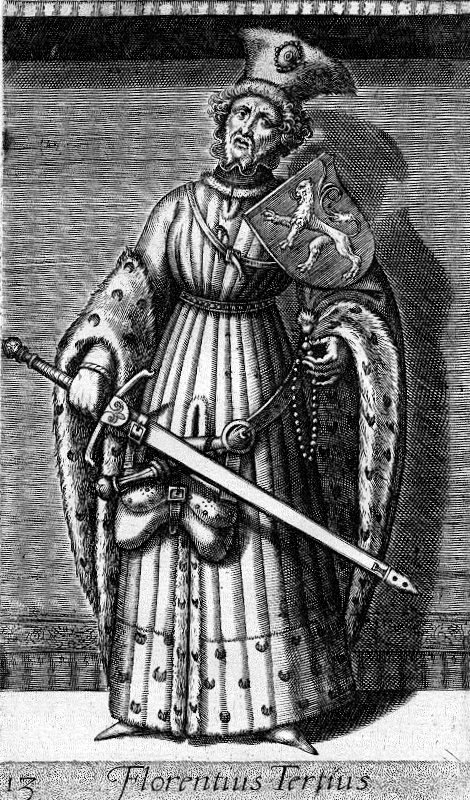
Imagem de Florêncio III.

Florêncio III (c. 1140 - Antioquia, 1 de agosto de 1190) foi conde da Holanda de 1157 até sua morte. O condado da Holanda adotou dele o leão rampante de seu brasão. Ele foi o segundo filho homem do conde Teodorico VI e de Sofia de Rheineck.

## Biografia
Em 1161, Florêncio fez as pazes com os frísios ocidentais. No entanto, Flandres e Holanda entraram em combate quando Filipe da Alsácia, conde de Flandres, procurou dominar a Zelândia. Florêncio foi capturado em Bruges, e permaneceu preso até ser resgatado, em 1167, em troca do reconhecimento da suserania flamenga sobre a Zelândia. Em 1170, uma grande enchente causou devastação imensa no norte e ajudou a formar o golfo Zuiderzee.
Florêncio foi vassalo leal ao imperador Frederico Barba-Ruiva. Ele acompanhou o imperador em duas campanhas na Itália, em 1158 e em 1176-1178. Em 1176, ele lutou por Frederico na Batalha de Legnano contra as forças da Liga Lombarda. Apesar de a batalha ter terminado em derrota para as forças imperiais, Frederico agradeceu-o por fazer de sua nobreza imperial, e deu-lhe o direito de pedágio de Geervliet, a estação de pedágio mais importante da Holanda na época. Isto era, de fato, a legalização de uma situação já existente, pois os condes holandeses cobravam pedágios ilegalmente desde o século XI.
Muitos fazendeiros vieram para a Holanda para transformar pântanos em terras agrícolas. Construíram-se diques e barragens, e era necessário determinar a fronteira entre o Condado da Holanda e o bispado de Utrecht. Em 1165, uma disputa entre Florêncio e o bispo de Utrecht sobre uma barragem nova no Reno em Zwammerdam teve de ser resolvida pelo imperador Frederico. Balduíno, irmão de Florêncio, tornou-se bispo de Utrecht em 1178.
Em 1189, Florêncio acompanhou o imperador na Terceira Cruzada, da qual foi líder distinto, vindo a falecer de peste bubônica no ano seguinte, em Antioquia, onde seu corpo foi sepultado.

### Casamento e descendência
Florêncio casou, em 1162, com Ada da Escócia, irmã mais velha do rei Malcolm IV da Escócia, com quem teve onze filhos:
1. Ada (c. 1163 - depois de 1205), casada com Otão I de Brandemburgo;
2. Margarida (? - depois de 1203), casada, em 1182, com Teodorico III, conde de Cleves;
3. Teodorico VII (Dordrecht, 4 de novembro de 1203), conde da Holanda;[1]
4. Guilherme I (? - 4 de fevereiro de 1222), conde da Holanda;[1]
5. Florêncio (- Mosteiro de Midelburgo, 30 de novembro de 1210), proboste em Utrecht;
6. Balduíno (- 19 de julho de 1204);
7. Roberto;
8. Beatriz;
9. Isabel;
10. Edviges;
11. Inês (- 22 de abril de 1228), abadessa de Rijinsburgo